# Estación de Glovelier
La estación de Glovelier es una estación ferroviaria de la comuna suiza de Glovelier, en el Cantón del Jura.

## Historia y situación
La estación de Glovelier fue inaugurada en el año 1872 con la puesta en servicio del tramo Porrentruy - Delle de la línea Delémont - Delle - Belfort por parte de  laCompagnie du Jura bernois (JB). En 1884 JB se fusionó con Bern-Luzern-Bahn, formando Jura-Bern-Luzern-Bahn (JBL). En 1890 Jura-Bern-Luzern-Bahn (JBL) se fusionó con la Compagnie de la Suisse Occidentale et du Simplon (SOS), y la nueva compañía sería Jura-Simplon-Bahn (JS). En 1903 JS pasaría a ser absorbida por los SBB-CFF-FFS. En 1904 se abrió la línea Saignelégier – Glovelier por Régional Saignelégier–Glovelier (RSG), compañía que en 1944 se fusionó con otras tres compañías ferroviarias de la zona del Jura y formaron Chemins de fer du Jura (CJ). En 1948 se procedió a cerrar la línea Saignelégier – Glovelier para adaptarla al ancho métrico y poder conectarla a la línea de vía métrica La Chaux-de-Fonds - Saignelégier. En 1953 se reabrió con el ancho de 1000 mm.
Se encuentra ubicada en el noreste del núcleo urbano de Glovelier. En la zona de SBB cuenta con un andén central al que acceden dos vías pasantes, a las que hay que sumar una tercera vía pasante, varias vías muertas y una vía en el este de la estación destinada principalmente para la carga y descarga de trenes de mercancías. En la zona de CJ existe una única vía terminal, que está en el exterior de la estación, en la Rue de la Gare, donde finalizan e inician su trayecto los trenes de CJ, existiendo una vía de apartado en el oeste de la estación, así como una vía de conexión con la línea de SBB-CFF-FFS, pero sin estar materializada del todo esa unión debido a la diferencia de ancho.
En términos ferroviarios, la estación se sitúa en la línea Delémont - Delle de SBB-CFF-FFS y en la línea La Chaux-de-Fonds – Saignelégier - Glovelier de CJ. Sus dependencias ferroviarias colaterales son la estación de Bassecourt hacia Delémont, la estación de Saint-Ursanne en dirección Delle y la estación de Combe-Tabeillon hacia La Chaux-de-Fonds.

## Servicios ferroviarios
Los servicios ferroviarios de esta estación están prestados por SBB-CFF-FFS y por CJ:

### Regionales
- RE Biel/Bienne - Grenchen Nord - Moutier - Delémont - Porrentruy - Delle. Trenes cada hora en ambos sentidos.
- R La Chaux-de-Fonds - Saignelégier - Glovelier. Trenes cada hora entre La Chaux-de-Fonds y Glovelier. Operado por CJ.

### S-Bahn Basilea
Desde la estación de Glovelier se puede ir a Basilea y Olten mediante una línea de la red Regio S-Bahn Basilea operada por SBB-CFF-FFS:
- S 3 Porrentruy – Delémont – Laufen – Basel Dreispitz – Basel SBB – Liestal – Sissach – Olten  (algunos refuerzos durante las horas pico entre Delémont (respectivamente Laufen y Aesch) y Basel sin designación de línea)